# Gonnosfanadiga
Gonnosfanadiga é uma comuna italiana da região da Sardenha, na província da Sardenha do Sul, com cerca de 7.236 habitantes. Estende-se por uma área de 125 km², tendo uma densidade populacional de 54 hab/km². Faz fronteira com Arbus, Domusnovas, Fluminimaggiore, Guspini, Pabillonis, San Gavino Monreale, Villacidro.

## Demografia
| Variação demográfica do município entre 1861 e 2011                               |
|                                                                                   |
| Fonte: Istituto Nazionale di Statistica (ISTAT) - Elaboração gráfica da Wikipedia |